# Zaloška Gorica
Zaloška Gorica je naselje u slovenskoj Općini Žalecu. Zaloška Gorica se nalazi u pokrajini Štajerskoj i statističkoj regiji Savinjskoj. 

## Stanovništvo
Prema popisu stanovništva iz 2002. godine naselje je imalo 46 stanovnika.